# Pompiliu Dumitrescu
Pompiliu Dumitrescu (n. 17 mai 1941, Câmpina, Prahova, România – d. 5 februarie 1998) a fost un  grafician român. A fost un artist român prolific care a realizat numeroase lucrări de grafică, caricatură, ilustrații de carte, benzi desenate, afișe de film, ilustrații pentru reviste umoristice și pentru copii.

## Biografie
În 1964, Pompiliu Dumitrescu a absolvit cursurile Institutului de Arte Plastice „Nicolae Grigorescu” din București. Pompiliu Dumitrescu a debutat în 1965 cu caricaturi în revista Urzica. Din 1966 a participat la saloanele de desen și gravură și expoziții ale umoriștilor și a fost membru al Uniunii Artiștilor Plastici din România din 1967.
Pompiliu Dumitrescu este unul dintre principalii reprezentanți ai benzii desenate românești din anii 1960 până în anii 1990. A lucrat la povești realiste, dar și caricaturale (precum Enigmele lui Dorel), iar stilul personal a fost o inspirație pentru mulți dintre colegii săi.
Din 1967, a desenat mai multe povești comice pentru revista de copii Cutezătorii în cooperare cu diverși scenariști, printre care Secretul amforei cu Ion Hobana, Lacul cu elefanți cu Val Tebeica, Planeta răpită cu Horia Aramă, Ticuță și Descoperirea inginerului Al. cu Petre Ghelmez.
În anii 1980 și anii 1990 a fost prezent și în alte reviste, precum Șoimii Patriei, Almanahul Copiilor, Dimineața Copiilor și Pif , cu povești originale precum Mariuca și Delfi, precum și adaptări după H. G. Wells și Astrid Lindgren. A decedat la București în 1998.
A ilustrat cărți ca de exemplu D-l Goe de Ion Luca Caragiale, Editura Ion Creangă, 1969; Aducătorului mulțumiri de Mircea Sântimbreanu, Editura Ion Creangă, 1976; Cu capul în nori, Editura Ion Creangă, 1977; Umor pe ogor, Editura Ceres, Colecția Caleidoscop, 1986; și multe altele.

## Lucrări

### Benzi desenate
- Secretul amforei (1967), scenariul Ion Hobana, în Cutezătorii
- Lacul cu elefanți (1968), după Mihai Tican Rumano, scenariul Val Tebeică, în Cutezătorii
- Aventuri electronice (Minitehnicus)  (1969), scenariul Ovidiu Zotta, în Cutezătorii
- Aventurile echipajului Minitehnicus  (1969), scenariul Aureliu Weiss, în Racheta Cutezătorilor
- Șoimii Carpaților   (1969), scenariul Petre Ghelmez, în Cutezătorii
- Planeta răpită   (1969), scenariul Horia Aramă, în Cutezătorii
- Ticuță (1971), în Cutezătorii
- Descoperirea inginerului Al (1973), scenariul Petre Ghelmez, în Cutezătorii
- Prietenii lui Pix (1974), scenariul Aureliu Weiss, în Cutezătorii
- Detașamentul erou (1976), scenariul V. Bârză, C. Diaconu, în Cutezătorii
- Măriuca (1982), scenariul E. Ioniță, în Șoimii Patriei
- Preda Buzescu (1983) după Dimitrie Bolintineanu, în Șoimii Patriei.
- Oul de cristal (1985), după H. G. Wells, în Almanahul Copiilor
- Fata babei și fata moșului (1986), după Ion Creangă, în Șoimii Patriei[14]
- Kalle Blomkvist, nemaipomenitul detectiv în pantaloni scurți (1986), după Astrid Lindgren, în Almanahul Copiilor
- S.O.S Balaban, atenție Carolina! (1987),  după Gica Iuteș, în Almanahul Copiilor

### Coperți
Coperți
- Colecția „Povestiri științifico-fantastice” nr. 333-336 (1968)[15]
- diverse reviste Cutezătorii
- O șansă pentru fiecare (1973) de Ovidiu Zotta
- Operațiunea Hercule (1973) de Ovidiu Zotta
- Pălăria de pai (1974) de Horia Aramă
- Dumitraș și cele două zile (1974) de Nicolae Velea
- Armata de pitici (1974) de Ștefan Berciu
- Colții șacalului (1975) de Niculae Frânculescu
- Duțu, Lucu și vacanța de primăvară (1975) de Eduard Jurist
- Fantastica aventură 2101 (1975) de Ștefan Berciu
- Ciberiada (1976) de Stanisław Lem (colecția Fantastic Club)
- Nabou  (1979) de Günther Krupkat (Fantastic Club)
- Vacanța (1981) de Costache Anton
- Zee (1982) de Sorin Ștefănescu (Fantastic Club)
- Dincolo de paradis (1983) de Horia Aramă (Fantastic Club)
- diverse volume din Colecția Caleidoscop

Coperți și artă interioară
- diverse reviste Cutezătorii
- diverse reviste Urzica
- Un alai la pescuit de Alexandru Raicu (Ed. Ion Creangă, 1972)
- Ținte cu învățăminte de  Giuseppe Navarra, George Zarafu  (Ed. Didactică și pedagogică, 1979)

### Afișe de film
- Salariul groazei (film din 1953)[8]
- B.D. la munte și la mare (1971)[16]
- Toate pânzele sus (1977)[6][8]
- Brațele Afroditei (1979)[17][8]
- Secretul lui Bachus (1984)
- Raliul (1984)
- Emisia continuă (1985)[8]
- Căsătorie cu repetiție (1985)[18]
- Martori dispăruți (1988)[8]

## Legături externe
- Pompiliu Dumitrescu la Internet Speculative Fiction Database

## Vezi și
- Listă de caricaturiști români
- Listă de desenatori, caricaturiști și graficieni
- Puiu Manu
- Viorel Pîrligras
- Valentin Tănase